# Европейский маршрут E23

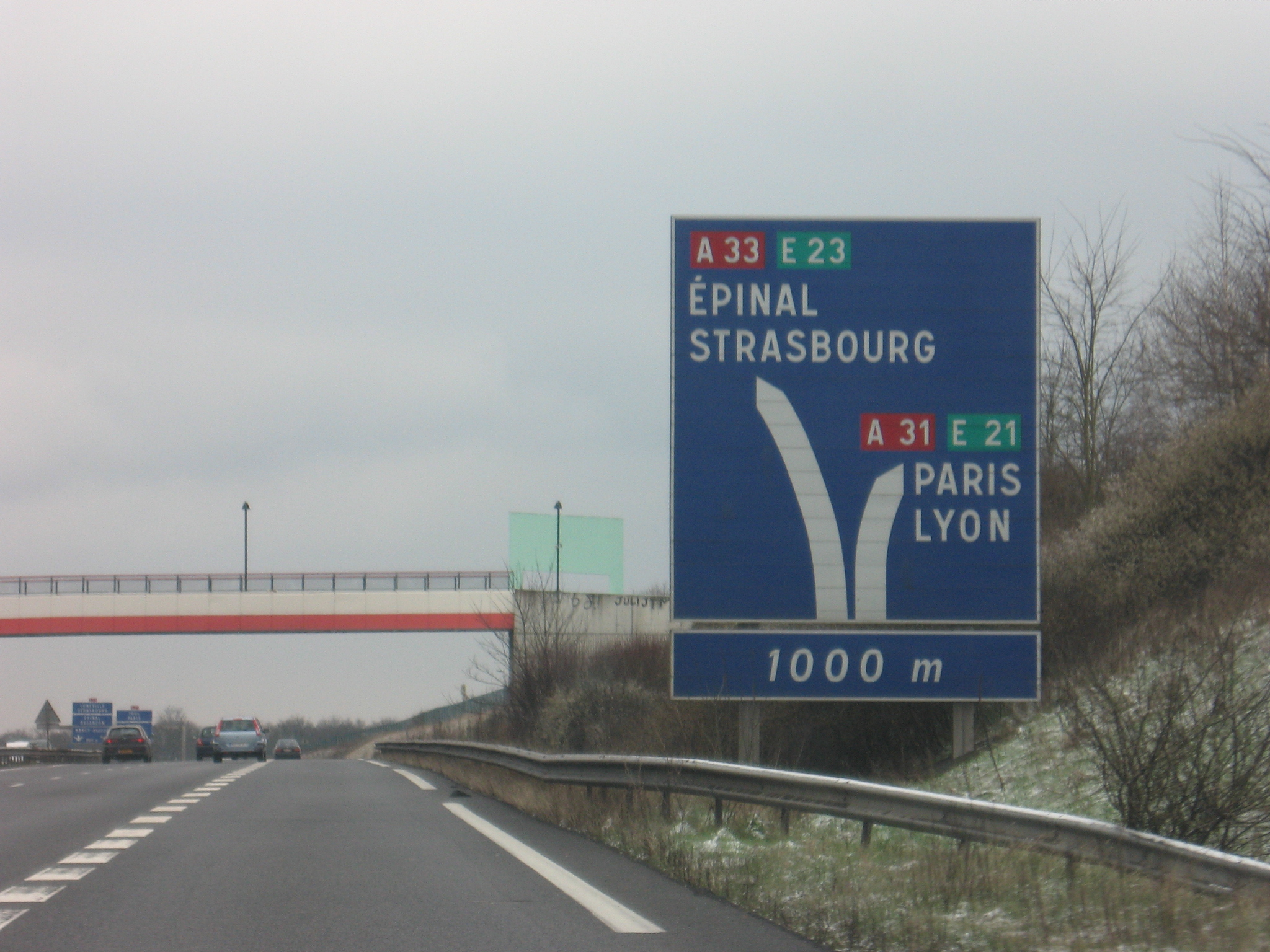
Развилка около Нанси

Европейский маршрут Е23 — европейский автомобильный маршрут категории А, соединяющий Мец (Франция) на западе и Лозанна (Швейцария) на востоке. Длина маршрута — 391 км.
Маршрут Е23 проходит через города
- Франция: Мец — Нанси — Эпиналь — Везуль — Безансон —
- Швейцария: Лозанна

Е23 связан с маршрутами
| - E25 - E50 - E21 |  | - E411 - E60 - E62 |